# فرزادشهر (مقاطعة فريدونكنار)
فرزادشهر (بالإنجليزية: Shahrak-e Farzadshahr)‏ هي human-geographic territorial entity تقع في مازندران في إيران. يقدر عدد سكانها بـ 481 نسمة .